# Won Woo-young
Won Woo-young (Seul, 3 febbraio 1982) è uno schermidore sudcoreano.

## Palmarès
In carriera ha conseguito i seguenti risultati:
- Giochi olimpici

Londra 2012: oro nella sciabola a squadre.
- Mondiali di scherma

Torino 2006: bronzo nella sciabola individuale.
Parigi 2010: oro nella sciabola individuale.